# تانغيرانغ الجنوبية
جنوب تانغيرانغ (بالإنجليزية: South Tangerang)‏ هي معلم جغرافي تقع في إندونيسيا في Tangerang Regency. يقدر عدد سكانها بـ 1,436,187 نسمة ومساحتها 147.19 كم2 .